# Hello My Name Is...
Singles
1. Ready or Not
Sortie : 7 août 2012
2. Hurricane
Sortie : 12 février 2013
3. Top Of The World
Sortie : 17 juillet 2013

Hello My Name Is... (en français Bonjour mon nom est), est le premier album studio de la chanteuse américaine Bridgit Mendler.
L'album est sorti le 22 octobre 2012 aux États-Unis sous le label Hollywood Records. Le premier single Ready or Not a été diffusé le 3 août 2012 sur Radio Disney et mis en vente le 7 août 2012 sur iTunes. Bien que l'album n'était pas encore sorti, Bridgit Mendler s'est rendue dans un certain nombre de stations de radio aux États-Unis pour donner des interviews promotionnelles.
Bridgit Mendler a également fait des petits concerts et chanté quelques chansons de l'album.
Le deuxième single est Hurricane.
En mai 2013, l'album s'était vendu à 145 000 exemplaires aux États-Unis, et 3 000 exemplaires en France.

## Liste des pistes
| 1.  | Ready or Not                  | Bridgit Mendler, Emanuel "Eman" Kiriakou, E. Kidd Bogart, Thom Bell, William Hart | Kiriakou, Andrew "Goldstein" Goldstein | 3:21 |
| 2.  | Forgot to Laugh               | Mendler, Kiriakou, Bogart                                                         | Kiriakou, Goldstein                    | 3:09 |
| 3.  | Top of the World              | Mendler, Kiriakou, Jai Marlon, Laura Raia, David Ryan, Freddy Wexler              | Kiriakou, Goldstein                    | 3:28 |
| 4.  | Hurricane                     | Mendler, Kiriakou, Bogart, Goldstein                                              | Kiriakou, Goldstein                    | 4:03 |
| 5.  | City Lights                   | Mendler, Marlon, Ryan, Wexler                                                     | Marlon, Wexler                         | 4:00 |
| 6.  | All I See Is Gold             | Mendler, Kiriakou, Goldstein, Priscilla Renea                                     | Kiriakou, Goldstein                    | 2:53 |
| 7.  | The Fall Song                 | Mendler, Kiriakou, Bogart                                                         | Kiriakou, Goldstein                    | 3:39 |
| 8.  | Love Will Tell Us Where to Go | Mendler, Kiriakou, Marlon, Ryan, Wexler                                           | Kiriakou, Goldstein, Marlon*, Wexler*  | 3:22 |
| 9.  | Blonde                        | Mendler, Leah Haywood, Daniel Pringle                                             | Dreamlab                               | 3:08 |
| 10. | Rocks at My Window            | Mendler, Kiriakou, Bogart, Goldstein                                              | Kiriakou, Goldstein                    | 3:12 |
| 11. | 5:15                          | Mendler, Kiriakou, Renea, Goldstein                                               | Kiriakou, Goldstein                    | 3:55 |
| 12. | Hold On for Dear Love         | Mendler, Donnell Shawn Butler, Wexler                                             | Wexler                                 | 3:59 |

| 13. | We're Dancing | Mendler, Josh Alexander, Billy Steinberg | 3:10 |
| 14. | Postcard      | Mendler, Toby Gad                        | 3:25 |
| 15. | Quicksand     | Mendler, Kiriakou, Wexler                | 3:21 |